# Hunter-McAlpine-Kraniosynostose
Die Hunter-McAlpine-Kraniosynostose, auch Hunter-McAlpine-Syndrom, ist eine sehr seltene angeborene Erkrankung mit den Hauptmerkmalen Kraniosynostose, Kleinwuchs, Geistige Behinderung und Gesichtsdysmorphie.
Die Bezeichnung bezieht sich auf die Erstautoren der Erstbeschreibung aus dem Jahre 1977 durch die kanadischen Kinderärzte Alasdair G. W. Hunter, Phyllis J. McAlpine, Noreen L. Rudd und F. Clarke Fraser.
Die Erkrankung ist nicht zu verwechseln mit dem Morbus Hunter, einer Stoffwechselerkrankung.

## Verbreitung
Die Häufigkeit wird mit unter 1 zu 1.000.000 angegeben, die Vererbung erfolgt autosomal-dominant.

## Ursache
Der Erkrankung liegt eine teilweise Genduplikation im langen Arm des Chromosom 5 Genort q35-5qter zugrunde.

## Klinische Erscheinungen
Klinische Kriterien sind:
- Gesichtsauffälligkeiten wie ovales Gesicht, mandelförmige Lidspalten, hängende Lider, kleine Nase
- Mikrozephalie
- Geistige Behinderung
- Kleinwuchs
- Kraniosynostose